# Sophie Swetchine
 (janvier 2019).
Si vous disposez d'ouvrages ou d'articles de référence ou si vous connaissez des sites web de qualité traitant du thème abordé ici, merci de compléter l'article en donnant les références utiles à sa vérifiabilité et en les liant à la section « Notes et références ».
Sophia Soïmonova (en russe : Софья Соймонова), dite Sofia Petrovna Svetchina (en russe : Софья Петровна Свечина) ou encore Madame (Sophie) Swetchine, née le 22 novembre 1782 à Moscou et morte le 26 août 1857 à Paris, est une salonnière, épistolière et femme de lettres russe.

## Biographie
Sofia Soïmonova, épouse du général russe Svetchine, se convertit au catholicisme en 1815 à la lecture des œuvres de Joseph de Maistre. Elle quitte ensuite la Russie pour Paris, où elle tient un salon célèbre, en l'hôtel de Tavannes, situé rue Saint-Dominique. Ce salon rassemble d'importantes personnalités catholiques françaises de l’époque et des exilés russes. S’y retrouvent Monseigneur de Quélen, l'archevêque de Paris, l’abbé Félix Dupanloup, Prosper Guéranger, Victor Cousin, Alexis de Tocqueville, le prince Ivan S. Gagarine.
C'est par son intermédiaire que la comtesse Sophie Rostoptchine aurait rencontré son futur époux, le comte de Ségur.
Madame Swetchine, favorable aux idées des catholiques libéraux, y accueille notamment le comte de Montalembert, le vicomte de Melun, ou encore Augustin Cochin. Elle est particulièrement proche du comte de Falloux et d'Henri Lacordaire, avec qui elle entretient une amitié profonde et durable.
Le comte de Falloux a édité son importante correspondance et ses œuvres religieuses. Joris-Karl Huysmans, dans À rebours, en fait un résumé sévère :

« Des Esseintes avait eu la curiosité de lire parmi ces œuvres, celles de madame Swetchine, cette générale russe, dont la maison fut, à Paris, recherchée par les plus fervents des catholiques ; elles avaient dégagé pour lui un inaltérable et un accablant ennui ; elles étaient plus que mauvaises, elles étaient quelconques ; cela donnait l'idée d'un écho retenu dans une petite chapelle où tout un monde gourmé et confit, marmottait ses prières, se demandait, à voix basse, de ses nouvelles, se répétait, d'un air mystérieux et profond, quelques lieux communs sur la politique, sur les prévisions du baromètre, sur l'état actuel de l'atmosphère. »

Madame Swetchine était la marraine et tante du prince Eugène Gagarine.

## Œuvres
- Madame Swetchine, sa vie et ses œuvres, publiées par le Cte de Falloux, Didier, Paris, 1860.
- Lettres de Mme Swetchine, publiées par le Comte de Falloux, Didier, Paris, 1862.
- Madame Swetchine. Journal de sa conversion, méditations et prières, publiées par le Cte de Falloux, A. Vaton, Paris, 1863.
- Correspondance du R. P. Lacordaire et de Mme Swetchine, publiée par le Cte de Falloux, Didier, Paris, 1864.
- Lettres inédites de Mme Swetchine, publiées par le Cte de Falloux, Didier, Paris, 1866.
- Nouvelles lettres de Mme Swetchine, publiées par le Marquis de La Grange, Amyot, 1875.
- Correspondance du vicomte Armand de Melun et de madame Swetchine, publiée par le comte Le Camus, J. Leday, Paris, 1892.
- Correspondance d'Alexis de Tocqueville et de Madame Swetchine, in Alexis de Tocqueville, Œuvres complètes, t. XV, vol. II intitulé Correspondance d'Alexis de Toquecville et de Francisque Corcelle et correspondance d'Alexis de Tocqueville et de Madame Swetchine, NRF Gallimard, 1983.